# 博拉博拉王国
博拉博拉王国，又译波拉波拉王国，是19世纪早期在博拉博拉岛统一的基础上成立的王国。1847年，博拉博拉王国通过《雅尔纳克公约》得到法国和英国的正式承认。它曾是社会群岛独立的波利尼西亚国家中的一员。它与近邻塔希提、胡阿希内和赖阿特阿一样，在19世纪时拥有相似的语言和文化，各国统治者通过联姻建立联系。除了博拉博拉岛，博拉博拉王国还管辖有图派岛、毛皮提岛、毛皮哈岛、莫图奥内岛和马努埃岛。王国最终于1888年归属法国。1895年，末代女王特里玛埃瓦鲁阿三世被强迫退位。